# Воля-Холоївська
Во́ля-Холої́вська — пасажирський залізничний зупинний пункт Львівської дирекції Львівської залізниці.
Розташований поблизу села Гряда в межах Радехівської міської громади Шептицького району Львівської області на лінії Львів — Ківерці між станціями Сапіжанка (20 км) та Радехів (12 км).
Станом на квітень 2024 на платформі зупиняється лише приміський поїзд № 6051/6052 «Стоянів — Львів — Стоянів».